# Beşparmak Dağları
Die Beşparmak Dağları (deutsch Fünf-Finger-Berge, auch Batı Menteşe Dağları, in der Antike Latmosgebirge) sind ein Gebirge in der türkischen Provinz Muğla. Es beginnt nordöstlich des Bafa-Sees am Tal des Großen Mäanders und zieht sich nach Südosten bis östlich von Milas, wo es in die Marçal Dağları übergeht. Im Osten liegt das Tal des Çine Çayı, im Westen der Bafa-See und der Bergzug des İlbir Dağı. Höchste Erhebung ist der Tekerlek Dağı, der antike Latmos, nahe dem Ostufer des Sees mit 1374 m.

## Geschichte

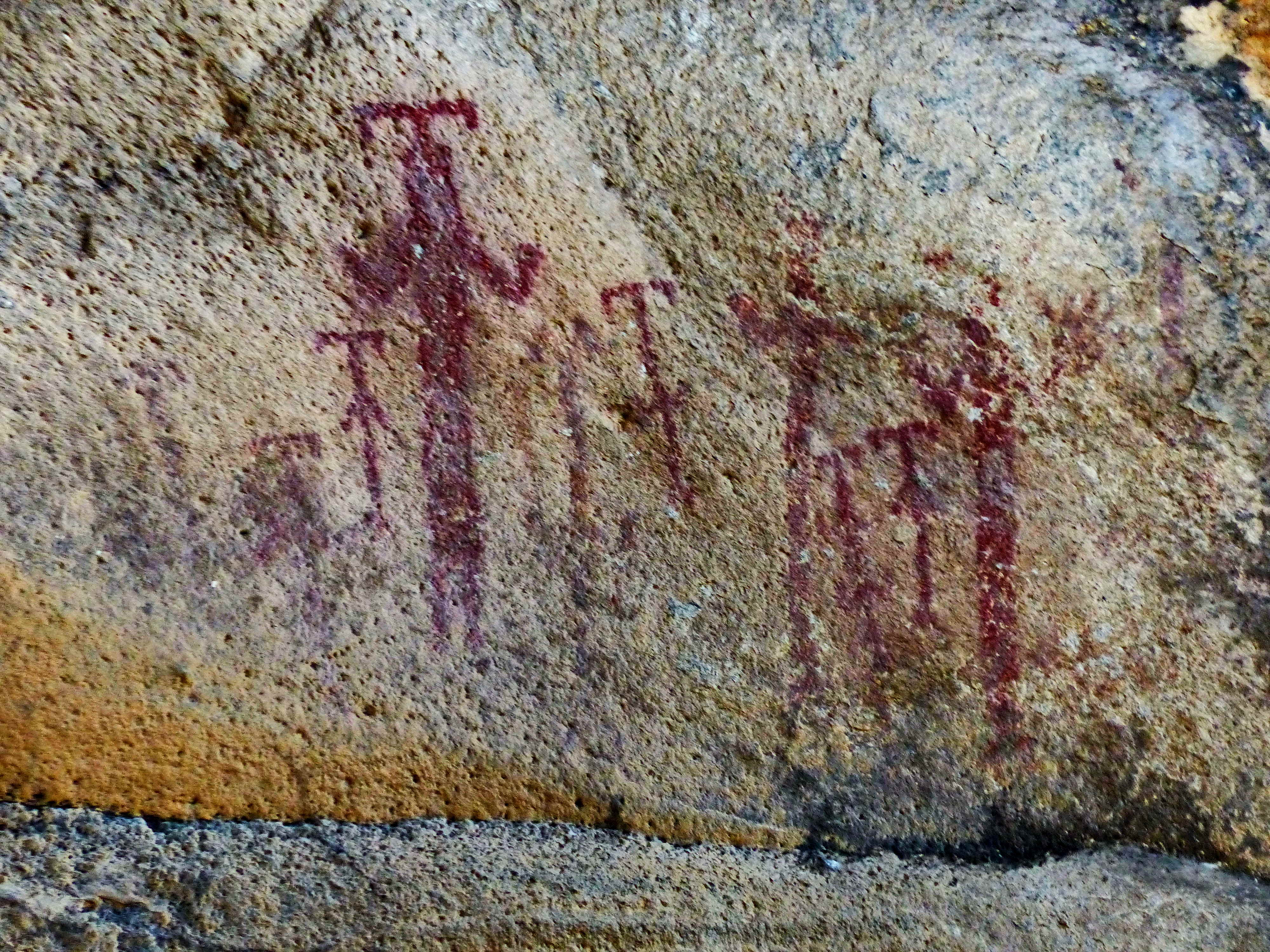
Prähistorische Götter-Darstellung in der Karadere-Höhle, Felsmalerei aus dem 8.-4. Jt. v. Chr. im Latmos-Gebirge/Beşparmak

Lage des Latmosgebirges am ehemaligen Latmischen Meerbusen – äußerster rechter Rand

Wie aus den Felsmalereien im Latmos-Gebirge, die Anneliese Peschlow 1994 zusammen mit Volker Höhfeld entdeckte, hervorgeht, war das Gebiet schon im Chalkolithikum besiedelt. Zumindest Teile des Latmos gehörten in der Zeit des hethitischen Großreichs im 2. Jahrtausend v. Chr. zum Königreich Mira, wovon die ebenfalls von Peschlow entdeckte Felsinschrift am Suratkaya zeugt. In der Antike gehörte das Gebirge zur Region Karien. Bis zum vierten Jahrhundert n. Chr. lag es noch am Meer, da der heutige Bafa-See als Latmischer Meerbusen mit der Ägäis verbunden war. Erst dann wurde die Bucht durch die Ablagerungen des Mäander (Büyük Menderes) von der offenen See abgeschnitten. Die antike Stadt Herakleia am Latmos am Ostende des Bafa-Sees war damit im vierten Jahrhundert v. Chr. die Grenzfestung an der Nordgrenze des Herrschaftsbereichs von Halikarnassos unter König Maussolos. Im Latmos liegt auf 700 m Höhe das karische Heiligtum Labraunda, das ebenfalls zu Halikarnassos gehörte, am Südwesthang der Ort Euromos. Strabon erwähnt den Berg und die Stadt Herakleia in seinen Geographika. Nach seiner Ansicht ist es der Berg, der in Homers Ilias als Φθειρῶν ὄρος (Berg der Phthirer, Pinienkernberg oder Fichtenberg, je nach Übersetzung) erwähnt wird. In byzantinischer Zeit war das Gebirge Rückzugsgebiet für christliche Mönche und Einsiedler, wovon das Stylos-Kloster zeugt, wo Ende des 13. Jahrhunderts die letzten Mönche vergeblich Widerstand gegen die Seldschuken leisteten. Danach war das Gebirge verlassen, bis türkische Nomaden begannen, hier ihre Herden weiden zu lassen.

## Geologie

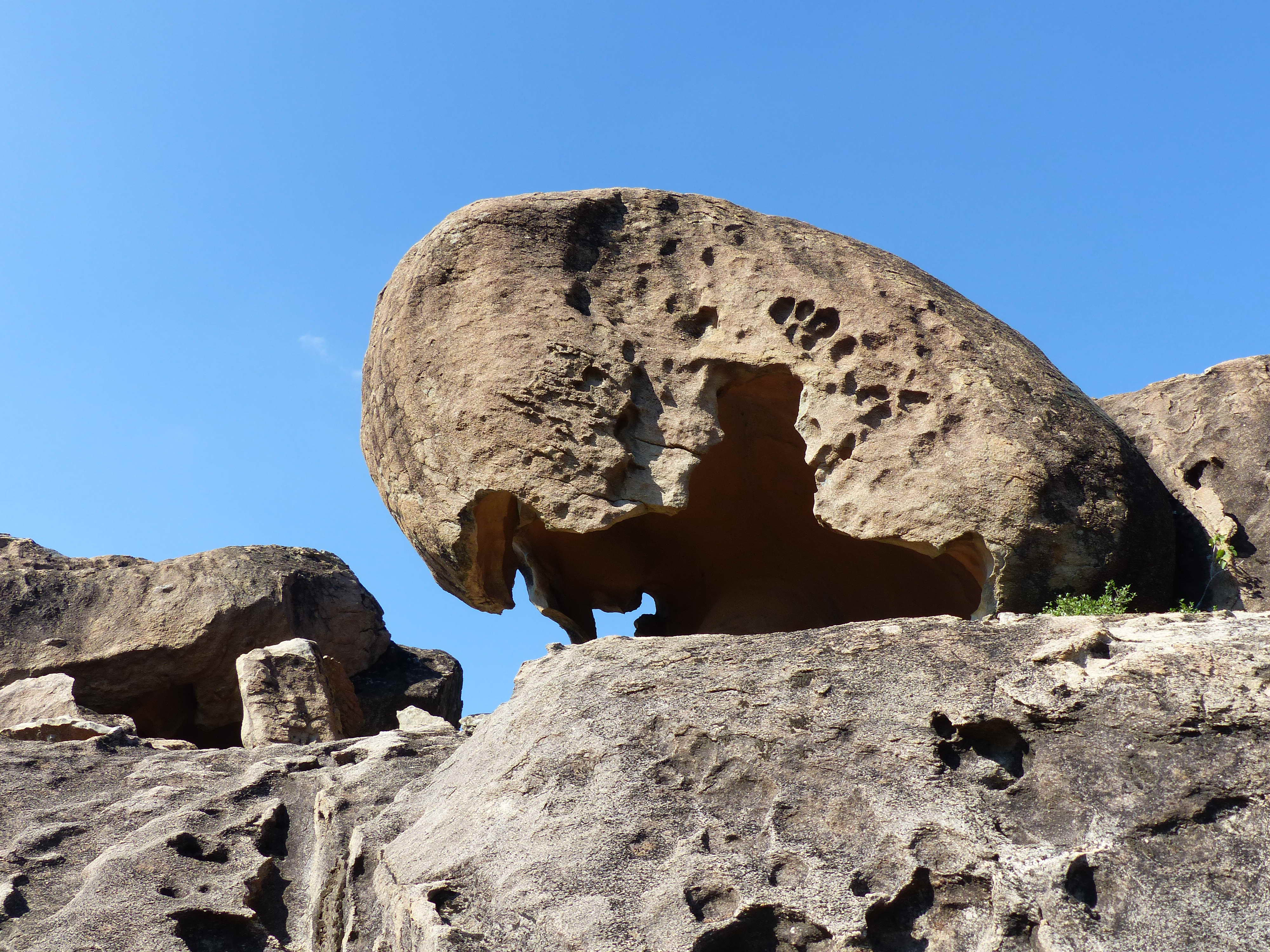
„Wollsäcke“ mit Tafoni-Verwitterung in den Beşparmak Dağları/Latmos

Das aus Augengneisen des Menderes Massivs, granitischen Intrusionen und metamorphen Schiefern mit eingebettetem Marmor bestehende Gebirge ragt in Zacken- und Zinnenform empor, was zu dem türkischen Namen führte. Zu den vorkommenden Formen zählen auch Höhlen, die von Einsiedlern als Wohnstätten genutzt wurden, sowie Wollsackverwitterungen und Tafonibildungen. Bei der Verwitterung des Gneis entsteht Quarzsand, der zum See hinabgespült wird und sich dort in feinkörnigen Quarzdünen ablagert.

## Flora und Fauna

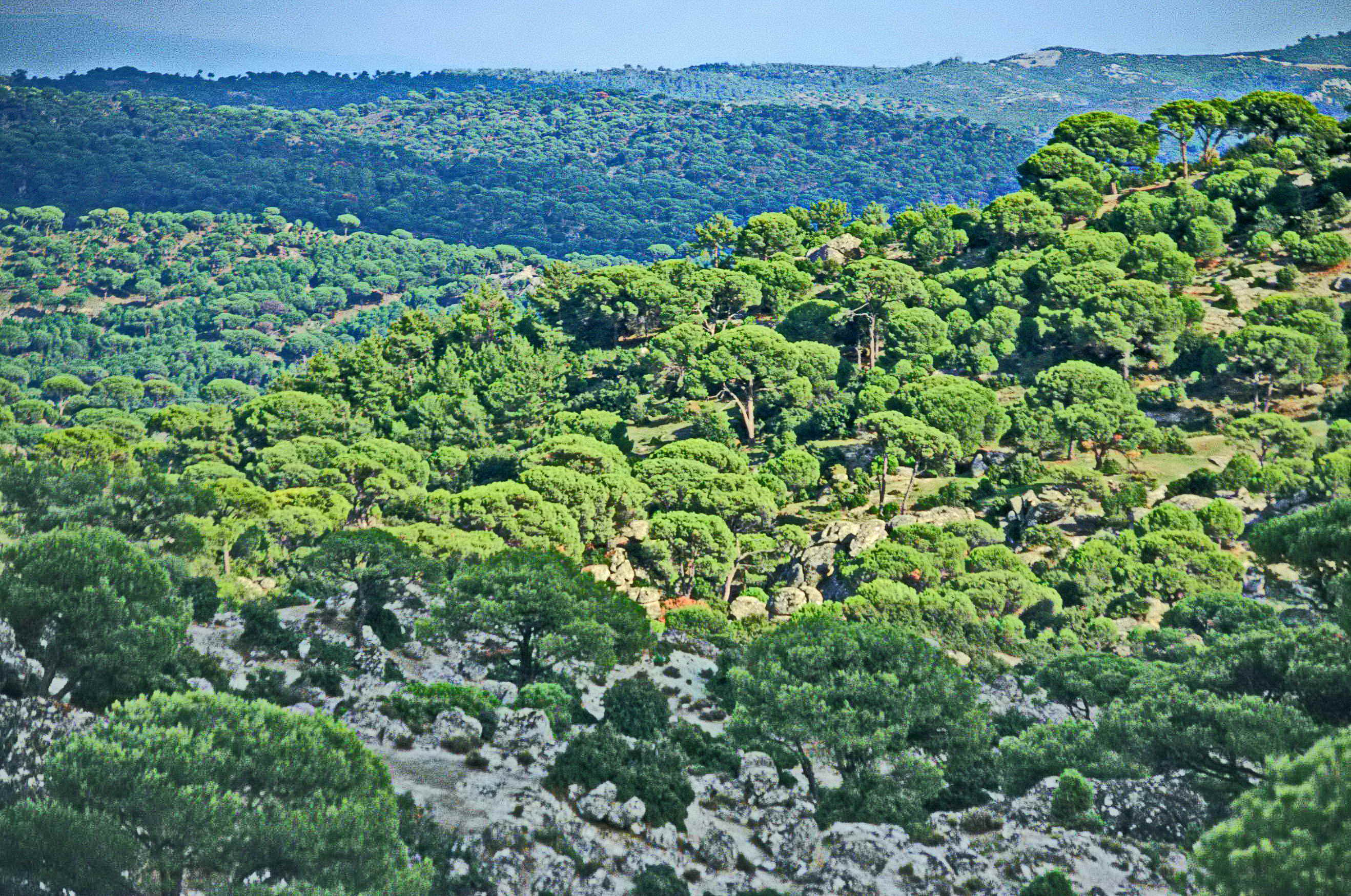
Ausgedehnte Pinienwälder im Beşparmak bei Çavdar

Die Beşparmak Dağları haben partiell nur spärliche Vegetation. Sie besteht größtenteils aus stark von Ziegen verbissenen niedrigen Büschen von Kermeseichen. In höheren Lagen sind Reste von Kiefernwäldern und ausgedehnten Pinienwäldern zu finden, aus denen Pinienkerne gewonnen werden. Die Bewohner kultivieren auf vielen Hangpartien und Flachbereichen Olivenbäumen und halten Bienenvölker für die Honigproduktion.
In den Ruinen, am Seeufer sowie in den Olivenhainen findet man Hardune, auf den spärlich bewachsenen Böden die Schlangenaugeneidechse (Orphisops elegans) und die nur in der Türkei vorkommende Südwestanatolische Eidechse (Anatololacerta oertzeni). In höheren Lagen kommen Stachelschweine vor, und es gibt eine kleine Population von Braunbären.

## Ökologische Probleme

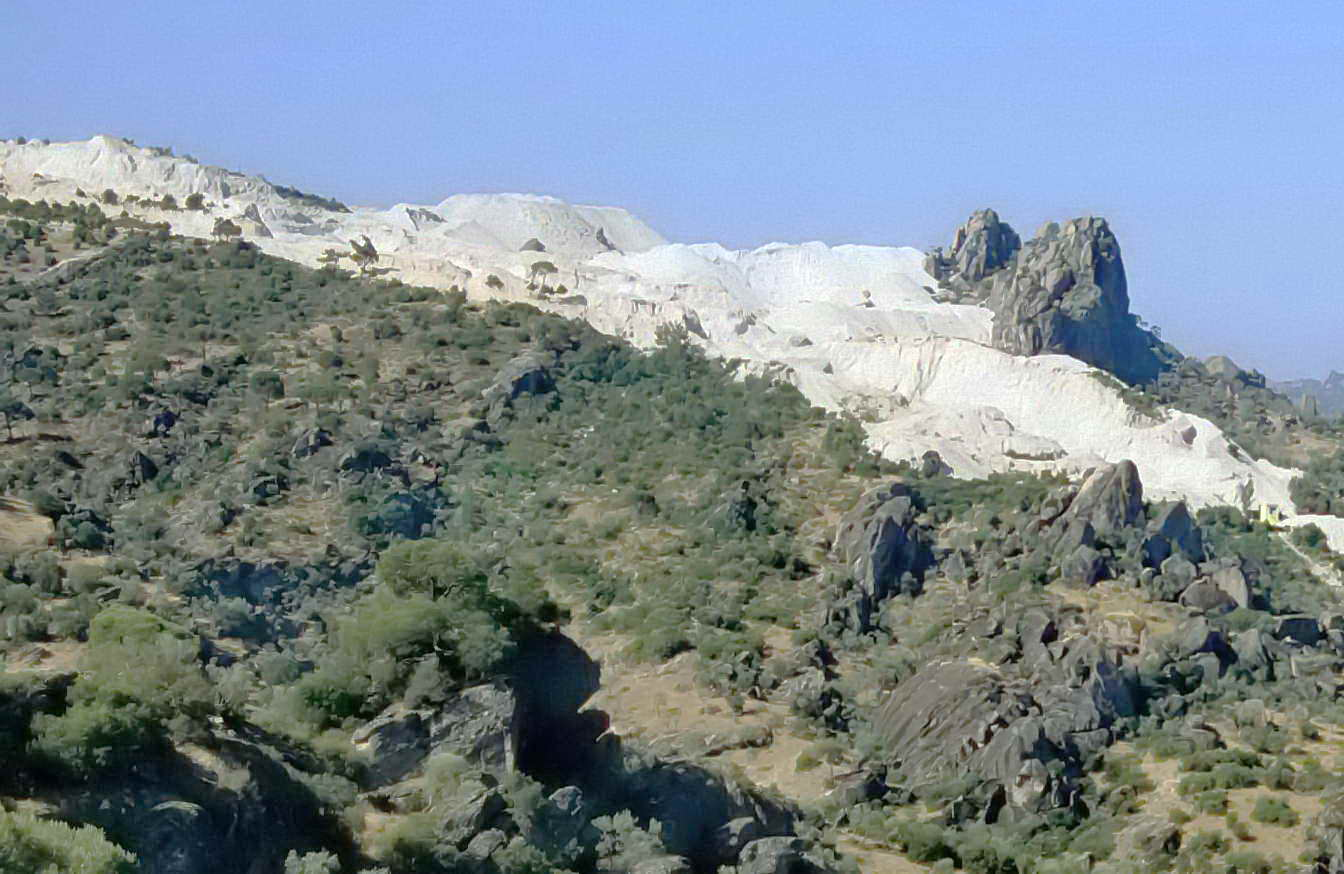
Bei Karakaya war bereits Anfang der 1990er Jahre einer der ersten Albit-Feldspat-Steinbrüche im Beşparmak (Latmos) aktiv, dessen Umfang sich bis 2007 erheblich ausgeweitet hatte

Seit über einem Vierteljahrhundert laufen Bestrebungen, Teile des Beşparmak-Berglandes zum Nationalpark erklären zu lassen, um dort eine weitere und endgültige Zerstörung wertvoller kulturhistorischer Relikte in einer der reizvollsten Naturlandschaften der Türkei zu verhindern. Es sind in erster Linie Begehrlichkeiten der privaten und staatlichen türkischen Bergbauwirtschaft an Rohstoffgewinnung für die Keramik-Industrie, die die Ökologie des Gebirges bedrohen. Bereits Mitte des 1990er Jahre waren Wissenschaftler mit dem Bemühen an die UNESCO herangetreten, die archäologischen Funde und die natürliche landschaftliche Schönheit des Latmos unter Schutz zu stellen. Der Erfolg war begrenzt: 1994 wurden lediglich ein 12.281 ha großer Uferstreifen um den 60 km² großen Bafasee sowie das benachbarte Mäanderdelta als Teile des „Naturparks Aydın“ zum Landschaftsschutzgebiet Bafa Gölü Tabiat Parkı erklärt.
1984 hatte man im Latmos mit der Anlage von Feldspat-, Quarz- und Marmorminen begonnen, und von 2004 bis 2014 beschleunigte sich der Bergbau erheblich. Von 1984 bis 2018, vor allem aber in den letzten 14 Jahren, wurden im Latmos durch Minen-Aktivitäten insgesamt 3800 ha Gelände zerstört, 1500 ha durch Feldspat-Quarzit-Steinbrüche, 1390 ha durch Marmorbrüche und 900 ha durch den Braunkohleabbau. Allein in den letzten Jahren, in denen der Abbau aufgrund von Anreizen für den Bergbau und Steuersenkungen stark zugenommen hat, wurden in dieser Region bis 2012 sieben neue Feldspat-Steinbrüche für Rohstoffe der Glas-, Keramik, Schweißelektroden- und Lackindustrie eröffnet. Laut Nachrichten in türkischen Zeitungen wurde bei einer Umweltverträglichkeitsprüfung wegen Kapazitätsausbau von Feldspat-, Quarz- und Quarzit-Minen im Latmos festgestellt: Alle Dörfer in der Region haben dadurch ernsthafte Probleme verschiedenster Art.

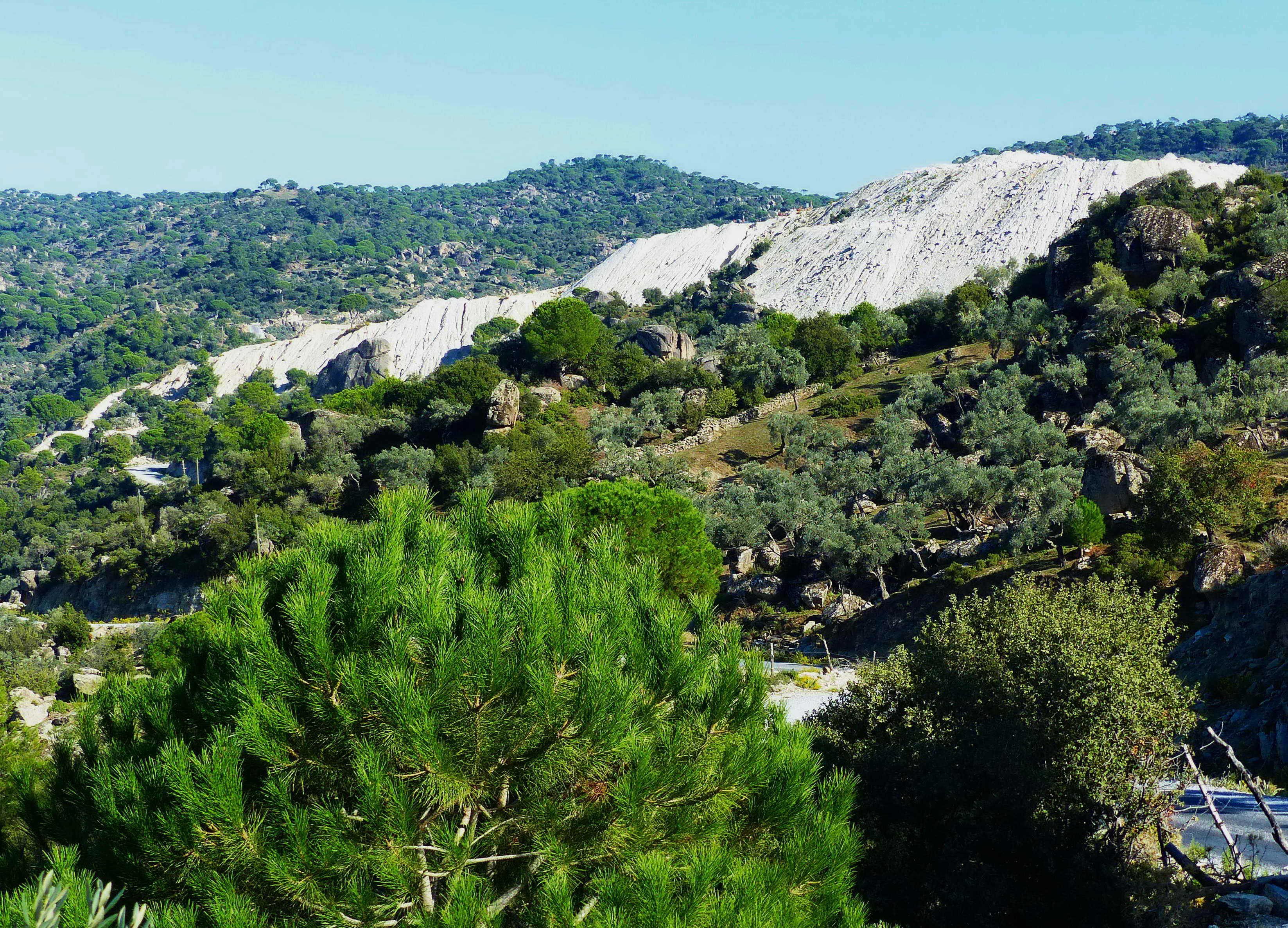
Neben vielen anderen Steinbrüchen für Marmor und Feldspat im Latmosgebirge war bis 2014 auch in Söğütözü eine ausgedehnte Albit-Feldspat-Grube entstanden

Erste massive Demonstrationen gegen Raubbau an den Natur- und Kulturgütern des Latmos starteten unter dem Motto „Rettet den Latmos“ im November 2012. Trotz heftiger Proteste aus der Bevölkerung, von Umweltverbänden, nationalen und internationalen Wissenschaftsvertretern und aus dem türkischen Gesundheitswesen, trotz wiederholter Antragstellung an die UNESCO und an staatliche türkische Stellen und trotz gezielter wissenschaftlicher Untersuchungen, die den rasanten Fortschritt der Umweltzerstörung durch bergbauliche Tätigkeiten offenlegen konnte ein nachhaltiger Bergbaustopp im Latmos bislang nicht erreicht werden.